# Eddie Izzard
Suzy Eddie Izzard (ur. 7 lutego 1962 w Adenie jako Edward John Izzard) – brytyjska komiczka stand-up, aktorka, pisarka i działaczka polityczna. Wygrała dwa razy nagrodę Emmy dla komików stand-up. Wyróżnia się charakterystycznym stylem m.in. kapryśnym, wulgarnym monologiem. Dodatkowo jej występy często posiadają elementy pantomimy, a także podział na role (np. Death Star Canteen, z występu Circle). Znana również z głównej roli w serialu The Riches i ze swojej transpłciowości. Jest osobą genderfluid i używa zaimków ona/jej.

## Filmografia
- 1993: It's the Monty Python Story jako Gospodarz
- 1994: Pod ostrzałem jako Rich
- 1995: Aristophanes: The Gods Are Laughing jako Sokrates
- 1996: Tajny Agent jako Vladimir
- 1997: Inspector Derrick jako Inspector Derrick (głos)
- 1998: Idol jako Jerry Divine
- 1998: Rewolwer i melonik jako Bailey
- 1999: The Criminal jako Peter Hume
- 1999: Superbohaterowie jako Tony P.
- 1999: Python Night jako Gumby
- 1999: Pythonland jako Fairy
- 2000: Cień wampira jako Gustav von Wangenheim
- 2000: Oszustwo jako Troy
- 2001: Zakazana namiętność jako Charlie Chaplin
- 2001: Szpiedzy tacy jak oni jako Tony Parker
- 2002: Revengers Tragedy  jako Lussurioso
- 2003: 40 jako Ralph Outen
- 2004: Blueberry jako Prosit
- 2004: Pięcioro dzieci i „coś” jako Piaskoludek (głos)
- 2004: Ocean’s Twelve: Dogrywka jako Roman Nagel
- 2005: Romanse i papierosy jako Gene Vincent
- 2006: Moja super eksdziewczyna jako profesor Bedlam/Barry
- 2006: Dżungla jako Nigel (głos)
- 2006: Kuchnia jako Nick
- 2007: Ocean’s 13 jako Roman Nagel
- 2007: Across the Universe jako pan Kite
- 2008: Opowieści z Narnii: Książę Kaspian jako Ryczypisk (głos)
- 2008: Walkiria jako Erich Fellgiebel
- 2008: Igor jako dr Schadenfreude (głos)
- 2009: Krzyk Mody jako Tiny Diamonds
- 2010: Opowieści z Narnii: Podróż Wędrowca do Świtu jako Ryczypisk (głos)
- 2010: The Other Side jako Dean Bellamy

## Nagrody
- Nagroda Emmy
  - Individual Performance In A Variety Or Music Program:
  - 2000 Dress to Kill
  - Writing In A Variety, Music Or Comedy Program:
  - 2000 Dress to Kill